# VfB Ludwigslust
Der VfB Ludwigslust (Verein für Ballspiele Ludwigslust 1990 e.V.) war ein Sportverein in Ludwigslust in Mecklenburg-Vorpommern. Er wurde 1990 gegründet. Aushängeschild waren die Volleyballmänner, die 1995/96 in der 1. Bundesliga spielten. Im Jahr 2000 wurde der Verein wegen Insolvenz aufgelöst.

## Volleyball
Volleyball wurde in Ludwigslust seit 1977 bei der BSG Schlachtbetrieb Ludwigslust gespielt. Nach der Wende 1990 integrierten sich die Volleyballer im neugegründeten VfB. 1994 schloss sich die gerade aus der Bundesliga abgestiegene Männermannschaft des Schweriner SC dem Verein an. 1995 gelang unter Trainer Wolfgang Maibohm der sofortige Wiederaufstieg. Zu der Zeit spielten auch die Nationalspieler Oliver Oetke , Steffen Busse und Oliver Heitmann in Ludwigslust. Nach dem Abstieg 1996 spielte die Mannschaft bis 2000 in der 2. Volleyball-Bundesliga Nord. Wegen der Insolvenz des VfB schloss sich die Zweitligamannschaft dem neugegründeten Verein Volley Tigers Ludwigslust an.

## Weitere Sportarten
Außer Volleyball wurden beim VfB Ludwigslust noch die Sportarten Aerobic, Badminton und Tischtennis ausgeübt.